# Де ла Фуэнте, Луис (футболист, 1914)
Луи́с де ла Фуэ́нте-и-О́йос (исп. Luis de la Fuente y Hoyos; 17 января 1914, Веракрус — 28 мая 1972, Веракрус) — мексиканский футболист, полузащитник. Считается лучшим игроком в истории мексиканского футбола после нападающего Уго Санчеса. По опросу МФФИИС он занимает 2-е место среди лучших футболистов XX века в Центральной и Северной Америке.
Обладал отличным дриблингом, пластикой, с развитым чувством паса, сильным и точным ударом с обеих ног, великолепно играл головой. Де ла Фуэнте считался грозой всех вратарей.
Он, сын мексиканской матери и испанского отца, родился в портовом мексиканском городе Веракрусе, где в тамошнем молодёжном клубе «Эспанья» он начал тренироваться. Большую же часть юности Луис провел на родине его отца — в Сантандере и Эстремадуре, где он посещал школу. Вернувшись в Мексику, в столицу Мехико, Луис, ученик Колледжа Альфонсо XIII, был приглашён местной командой «Ауррера» на пробную тренировку, однако школьный директор отказал юноше в разрешении пойти, и тогда Луис просто ушёл из колледжа и стал играть за «Аурерру». Вскоре он перешёл в другой клуб — «Реал Эспанья», но и там не задержался: блеснув в отборочных матчах к чемпионату мира 1934, он был куплен «Расингом» из Сантандера. Во время выступления за этот клуб полузащитник регулярно улетал в Мексику, скучая по родине. В «Расинге» Де ла Фуэнте пробыл недолго: в Испании вспыхнула гражданская война. Вернувшись в Мексику, Луис попытался устроиться в свой старый клуб — «Реал Эспанья», в чём ему было отказано. Тогда футболист перешёл в другой столичный клуб — «Америку»,  где выступал столь удачно, что руководство «Реал Эспаньи» даже захотело вернуть футболиста обратно в команду.
Поиграв затем в Парагвае, Аргентине, клубе «Марте» (с которым выиграл чемпионат 1942/1943), Фуэнте возвращается в «Веракруз», с которым он подписывает долгосрочный контракт (что происходило за год до появления профессиональной мексиканской футбольной лиги), который действовал до конца его карьеры, вплоть до прощального матча 13 марта 1954 года, на стадионе «Эстадио Асуль» клуба «Крус Асуль» в Мехико.
Луис де ла Фуэнте и Хойос умер в результате инфаркта сердца 28 мая 1972 года. Его именем назван стадион «Веракруса» — Estadio Luis «Pirata» Fuente.

## Достижения

### Как игрок
- Чемпион Мексики: 1943 (любители), 1946, 1950 (профессионалы)
- Обладатель Кубка Мексики: 1948